# Liste der Pfarren im Dekanat Birkfeld
Das Dekanat Birkfeld war ein Dekanat der römisch-katholischen Diözese Graz-Seckau.

## Pfarren mit Kirchengebäuden
| Pfarre                     | Pfarrverband                   | Patrozinium             | Kirchengebäude | Bild                     |
| -------------------------- | ------------------------------ | ----------------------- | --- | ------------------------ |
| Birkfeld                   | Birkfeld - Koglhof             | Hll. Petrus und Paulus  | Pfarrkirche Birkfeld Kapelle hl. Laurentius am Autersberg, Kapelle Maria Königin des Friedens in Waisenegg, Kapelle im Bezirksaltersheim | Pfarrkirche Birkfeld     |
| Fischbach                  |                                | Hl. Ägidius             | Pfarrkirche Fischbach Kirche Mariä Heimsuchung zu Falkenstein, Kapelle hl. Ägidius in Fischbach                                          | Pfarrkirche Fischbach    |
| Gasen                      | Gasen - Breitenau              | Hl. Oswald              | Pfarrkirche Gasen | Pfarrkirche Gasen        |
| St. Kathrein am Hauenstein | Ratten - Haustein - Rettenegg  | Hl. Katharina           | Pfarrkirche St. Kathrein am Hauenstein                                                                                                   | Pfarrkirche St. Kathrein |
| Koglhof                    | Birkfeld - Koglhof             | Mariä Heimsuchung       | Pfarrkirche Koglhof Kirche St. Georgen am Gasenbach                                                                                      | Pfarrkirche Koglhof      |
| Miesenbach bei Birkfeld    | Strallegg - Miesenbach         | Hl. Kunigunde           | Pfarrkirche Miesenbach bei Birkfeld Bründlkapelle                                                                                        | Pfarrkirche Miesenbach   |
| Ratten                     | Ratten - Haunstein - Rettenegg | Hl. Nikolaus            | Pfarrkirche Ratten Rosenkranzkapelle | Pfarrkirche Ratten       |
| Rettenegg                  | Ratten - Haunstein - Rettenegg | Hl. Florian             | Pfarrkirche Rettenegg Kapelle hl. Klemens in Feistritzwald                                                                               | Pfarrkirche Rettenegg    |
| Strallegg                  | Strallegg - Miesenbach         | Hl. Johannes der Täufer | Pfarrkirche Strallegg | Pfarrkirche Strallegg    |

## Dekanat Birkfeld
Das Dekanat umfasste neun Pfarren.
Mit 1. September 2020 nennt sich das Dekanat Seelsorgeraum Oberes Feistritztal.